# Xã Howard, Quận Tama, Iowa
Xã Howard (tiếng Anh: Howard Township) là một xã thuộc quận Tama, tiểu bang Iowa, Hoa Kỳ. Năm 2010, dân số của xã này là 239 người.